# معاملة المثليين في صربيا
يواجه الأشخاص من المثليين والمثليات ومزدوجي التوجه الجنسي والمتحولين جنسياً (اختصاراً: LGBT) في صربيا تحديات قانونية لا يواجهها غيرهم من المغايرين جنسيا.
في مايو/أيار 2014، اعتبرت منظمة العفو الدولية صربيا كواحدة من عدد من الدول التي يوجد فيها نقص واضح في الإرادة للتعامل مع رهاب المثلية ورهاب التحول الجنسي، مشيرة إلى أن السلطات العامة قد حظرت مراراً مسيرات الفخر للمثليين على أساس التهديدات العنيفة من الجماعات المناهضة للمثليين. تم تنظيم مسيرة الفخر بنجاح في سبتمبر 2014 في بلغراد.
في عام 2016، صنف الفرع الأوروبي للمؤسسة الدولية للمثليين والمثليات ومزدوجي التوجه الجنسي والمتحولين جنسيا وثنائيي الجنس صربيا في المرتبة 28 من حيث حقوق المثليين من أصل 49 دولة أوروبية.
في يونيو/حزيران 2017، أصبحت آنا برنابيتش رئيسة وزراء صربيا، كأول امرأة وأول شخص مثلي الجنس بشكل علني يتولي المنصب، وثاني امرأءة مثلية كرئيسة حكومة (بعد يوهانا سيغورذاردوتير رئيسة وزراء آيسلندا سابقا). كما تعتبر أول شخص يشغل منصب رئيس وزراء صربيا يحضر مسيرة الفخر.

## قانونية النشاط الجنسي المثلي

### صربيا أثناء الثورة (1804-1813)
على الرغم من وجود قوانين دينية تحظر الحب والعلاقات المثلية، كانت العلاقات المثلية شائعة في كل من المجتمع المسيحي الأرثودكسي والإسلامي. كان التعبير الأساسي عن حب المثليين للمثليات الأرثوذكسية هو اتحاد الأخوة المعروف باسم بوبراتستفو (بالسيريلية الصربية: Pobratimstvo) (أديلفوبويا). شهد أوائل القرن التاسع عشر فترة من الاضطراب النسبي لصربيا، مع فترات متقطعة من الاستقرار. في عام 1804، حصلت صربيا على استقلالها الذاتي من الإمبراطورية العثمانية في أعقاب ثورتين. القانون «كارادجوردجي» الجنائي (بالسيريلية الصربية: Карађорђев криминални законик) صدر في وقت لاحق من قبل مجلس القانون الصربي (بالسيريلية الصربية: Praviteljstvujušči sovjet serbski) في وقت ما في أواخر الربيع أو أوائل صيف 1807، وظلت سارية حتى 7 أكتوبر 1813، عندما أعادت الإمبراطورية العثمانية السيطرة على صربيا. يعاقب القانون على بعض القضايا المتعلقة بالحياة الزوجية والجنس (مثل الزواج القسري، والاغتصاب، والانفصال/الطلاق دون موافقة محكمة كتابية، ووأد الأطفال). ومع ذلك، فإنه لم يذكر النشاط الجنسي المثلي. وهكذا أصبحت المثلية الجنسية فعليًا قانونية لمدة ست سنوات.

### إمارة صربيا (1815-1882)
في عام 1858، قننت الإمبراطورية العثمانية، التي كانت صربيا تابعة لها، النشاط الجنسي المثلي.
ومع ذلك، فإن تم إلغاء الإصلاحات التقدمية التي أدخلها الأمير ألكسندر كارادجورجديتش والأمير ميهايلو أبريوفتش عندما عاد ميلوش أوبرينوفيتش إلى السلطة. في أول قانون جنائي ما بعد القرون الوسطى لإمارة صربيا، المسمى «قانون العقوبات»، الذي تم تبنيه في عام 1860، أصبح النشاط الجنسي «ضد الطبيعة» بين الذكور يُعاقب عليه بالسجن لمدة 6 أشهر إلى 4 سنوات. وكما هو الحال في العديد من الوثائق القانونية في ذلك الوقت في ذلك الوقت، تم تجاهل المثلية الجنسية بين النساء ولم يتم ذكرها.

### مملكة يوغوسلافيا (1918-1941)
في عام 1918، أصبحت صربيا جزءًا من مملكة يوغوسلافيا. في البداية، ورثت الدولة الجديدة بشكل فعال القوانين المختلفة التي تنطبق على المناطق المختلفة التي انضمت معا (في كثير من الأحيان متناقضة). في نهاية المطاف، حظر القانون الجنائي اليوغوسلافي الجديد لعام 1929 «الفعل المشين ضد نظام الطبيعة» (الجنس الشرجي) بين البشر (سواء أكانوا مغايرين أو مثليين).

### جمهورية يوغوسلافيا الاشتراكية الاتحادية (1945–1992)
قامت جمهورية يوغوسلافيا الاشتراكية الاتحادية في وقت لاحق بتقييد الجريمة في عام 1959 لتطبق فقط على الجنس الشرجي المثلي. ولكن مع تخفيض الحد الأقصى للعقوبة من السجن لمدة سنتين إلى سنة واحدة.
في عام 1977، تم تشريع النشاط الجنسي المثلي في مقاطعة فويفودينا الاشتراكية ذات الحكم الذاتي، في حين ظل النشاط الجنسي المثلي غير قانوني في بقية جمهورية صربيا الاشتراكية (بما في ذلك إقليم كوسوفو الاشتراكي ذو الاستقلال الذاتي). في عام 1990، أعيد دمج فويفودينا في النظام القانوني لصربيا، وأصبحت المثلية الجنسية مرة أخرى جريمة جنائية.

### جمهورية يوغوسلافيا الفدرالية/ صربيا والجبل الأسود (1992-2003)
في عام 1994، تم تجريم النشاط الجنسي المثلي بين الرجال بشكل رسمي في جمهورية صربيا، وهو جزء من جمهورية يوغوسلافيا الاتحادية. تم تحديد سن الرضا عند 18 سنة لممارسة الجنس الشرجي بين المثليين من الذكور و 14 سنة للممارسات الجنسية بين المغايرين. تمت المساواة في السن القانونية للنشاط الجنسي على 14 في 1 يناير 2006، بغض النظر عن التوجه الجنسية أو الجندر.

## الاعتراف القانوني بالعلاقات المثلية
لا يتم الاعتراف قانونيا بالعلاقات المثلية من قبل القانون، إضافة إلى ذلك يعرف الدستور الصربي الجديد الذي اعتمد في نوفمبر 2006، صراحة الزواج بأنه بين رجل وامرأة (المادة 62). ومع ذلك، لا يتم ذكر أو حضر أشكال أخرى من الاعتراف القانوني، مثل الاتحادات المدنية أو الشراكات المنزلية،

## الحماية من التمييز
حتى عام 2002، لم تكن صربيا تعطي حماية خاصة تهدف تحديدًا إلى حقوق المثليين.
في عام 2002، وافقت الجمعية الوطنية على قانون البث الذي يحظر على هيئات البث الصربية نشر المعلومات التي تشجع على التمييز والكراهية والعنف على أساس التوجه الجنسي (ضمن فئات أخرى).
في عام 2005، من خلال تغيير في قانون العمل، تم حظر التمييز على أساس التوجه الجنسي في العمل.
في عام 2005، وافق البرلمان على قانون التعليم العالي، والذي يضمن المساواة في الحقوق بغض النظر عن التوجه الجنسي في تلك المؤسسات (ضمن فئات أخرى).
في 26 مارس/آذار 2009، وافق البرلمان على قانون موحد لمكافحة التمييز يحظر، من بين أمور أخرى، التمييز على أساس التوجه الجنسي وحالة التحوّل الجنسي في جميع المجالات.
في 5 يوليو 2011، وافق البرلمان على قانون للشباب، يحظر التمييز على أساس التوجه الجنسي. ينظم القانون التدابير والأنشطة التي تنفذها الحكومات المحلية لتحسين الوضع الاجتماعي للشباب وتهيئة الظروف لتلبية احتياجاتهم ومصالحهم.

### قوانين ضد خطاب الكراهية ضد المثليين
منذ عام 2003، أصبح هناك تشريع (جزء من قانون المعلومات) يوضع بشكل خاص لمكافحة التمييز اللفظي القائم على التوجه الجنسي في وسائل الإعلام. وقد شكل الحظر نفسه جزءاً من قانون «بواعث الراديو» الذي اعتمد في عام 2002؛ ومع ذلك، لم يتم تطبيقه بشكل فعال على الإطلاق، حيث أخفقت وكالة بواعث الراديو (وهي وكالة حكومية مستقلة) في اتخاذ أي إجراء ضد المخالفين. على نطاق أوسع، يحظر قانون مكافحة التمييز لعام 2009 خطاب الكراهية على أساس التوجه الجنسي عبر مجتمع صربيا الأوسع.

### قوانين جرائم الكراهية
في 24 ديسمبر 2012، وافق البرلمان الصربي على إدخال تعديلات على قانون العقوبات لإدخال مفهوم «جريمة الكراهية»، بما في ذلك على أساس التوجه الجنسي والهوية الجندرية. وتمت أول إدانة بموجب القانون في عام 2018.

## الهوية الجندرية والتعبير عنها
في 28 يوليو 2011، وافق البرلمان على تغيير في قانون التأمين الصحي، وبذلك عمليات تغيير الجنس أصبحت مشمولة جزئيًا في خطة التأمين الطبي الأساسية على مستوى البلاد، بدءًا من عام 2012.
في عام 2012، أعلنت صحيفة نيويورك تايمز بلغراد كمركز لجراحة تغيير الجنس، وأسعار هذه الإجراءات هي أقل بكثير مما في البلدان المجاورة والدول الغربية.
قبل عام 2019، لم يُسمح للمتحولين جنسيا في صربيا بتغيير جنسهم القانوني إلا بعد خضوعهم لجراحة تغيير الجنس. منذ عام 2019، أصبح من الممكن تغيير الجنس القانوني مع تأكيد من طبيب نفسي وأخصائي في الغدد الصماء، دون إجراء أي عملية جراحية. يغطي التأمين الصحي الذي تموله الحكومة ما يصل إلى 65% من الجراحة، بينما يتم تمويل الباقي من قبل المريض. وفقا ل«يوفانكا تودوروفيتش»، منسق برنامج في «غايتان- إل جي بي تي» (بالسيريلية الصربية: Gayten-LGBT)، حوالي 80% من الأشخاص المتحولين جنسيا الصربيين ليسوا على استعداد لإجراء الجراحة. بدلا من ذلك، يختار البعض العلاج بالهرمونات البديلة، التي لا يتم تمويلها عن طريق التأمين الصحي.

## الخدمة العسكرية
في عام 2010، وافق الجيش الصربي على أن الرجال والنساء المثليين والمثليات ومزدوجي التوجه الجنسي قد يخدمون بشكل علني في الجيش، لكن هذه الأخبار لم يتم بثها على نطاق واسع عبر وسائل الإعلام. ومع ذلك، فإن الناشطين في مجال حقوق المثليين الصربيين نقلوا الأخبار داخل مجتمعاتهم المحلية، وشجعوا الناس على التقدم بطلب.

## حراك حقوق المثليين في صربيا
تم تأسيس العديد من منظمات المثليين في صربيا، وخاصة في بلغراد ونوفي ساد، على الرغم من وجودها أيضا في نيش، كراغويفاتش، سوبوتيتسا، شاباك وزرنيانين.

### ترتيب المنظمات حسب تاريخ التأسيس
- 1990-1995: أركاديا (بالسيريلية الصربية: Arkadija)، بلغراد
- 1995: لابريس Labris، بلغراد. سابقا جزء من أركاديا

1999-2004: العصر الجديد - قوس قزح، نوفي ساد
- 2000: غايتان إل جي بي تي Gayten LGBT بلغراد؛ سابقا جزء من أركاديا
- 2000-2003: ديفي (بالسيريلية الصربية: Deve)، بلغراد؛ سابقا جزء من أركاديا ولابريس
- 2000-2003: برنامج الدراسات الكويرية، بلغراد
- 2000: مركز كويريا Queeria Center، بلغراد
- 2001: إل جي بي تي فويفودينا LGBT Vojvodina، نوفي ساد
- 2001: نبض الشباب الآمن Safe Pulse of Youth بلغراد
- 2002-2009: لامدا (بالسيريلية الصربية: Lambda)، نيش وكراغويفاتش
- 2003-2004: برايد (بالسيريلية الصربية: Pride)، بلغراد
- 2004: تابو (بالسيريلية الصربية: Taboo) وزرنيانين وكراغويفاتش
- 2004: منظمة نوفي ساد المثلية Novi Sad Lesbian Organization، نوفي ساد
- 2005: كوير بلغراد، بلغراد؛ سابقا جزء من برايد
- 2005: تحالف المثليين والمغايرين Novi Sad Lesbian Organization، بلغراد؛ سابقا جزء من برايد
- 2006: دوغا Duga، شاباك
- 2008-2011: إل جي بي تي اليسار (بالسيريلية الصربية: LGBT Left)، سوبوتيتسا
- 2009: مركز معلومات المثليين والمثليات Gay Lesbian Info Center، بلغراد. سابقا جزء من مركز كويريا
- 2010: مجموعة دعم الرجال المثليين الشبابية Support Group for Young Gay Men نسخة محفوظة 5 أكتوبر 2010 على موقع واي باك مشين.، نوفي ساد
- 2011: بلغراد برايد Belgrade Pride، بلغراد
- 2013: (بالسيريلية الصربية: GOOSI)، منظمة المثليين للأشخاص ذوي الإعاقة، بلغراد

2013: إل جي بي تي (بالسيريلية الصربية: LGBT Novi Sad)، نوفي ساد

### ترتيب المجتمعات عبر الإنترنت وبوابات الأخبار حسب تاريخ التأسيس
- 1998: Gay-Serbia.com
- 2001: Adriatic LGBT Activism نسخة محفوظة 10 فبراير 2013 at Archive.is، المعروف سابقاً باسم حراك المثليين اليوغسلافيين
- 2001: GayEcho ، المعروفة سابقا باسم كويريا
- 2008: غاي روميو، نسخة باللغة الصربية version in Serbian
- 2011: Optimist LGBT magazine

2012: Szerbiai Magyar LMBT Csoport ، مجتمع المثليين المجري في صربيا
- 2012: Gay Serbia Guide

## ظروف الحياة

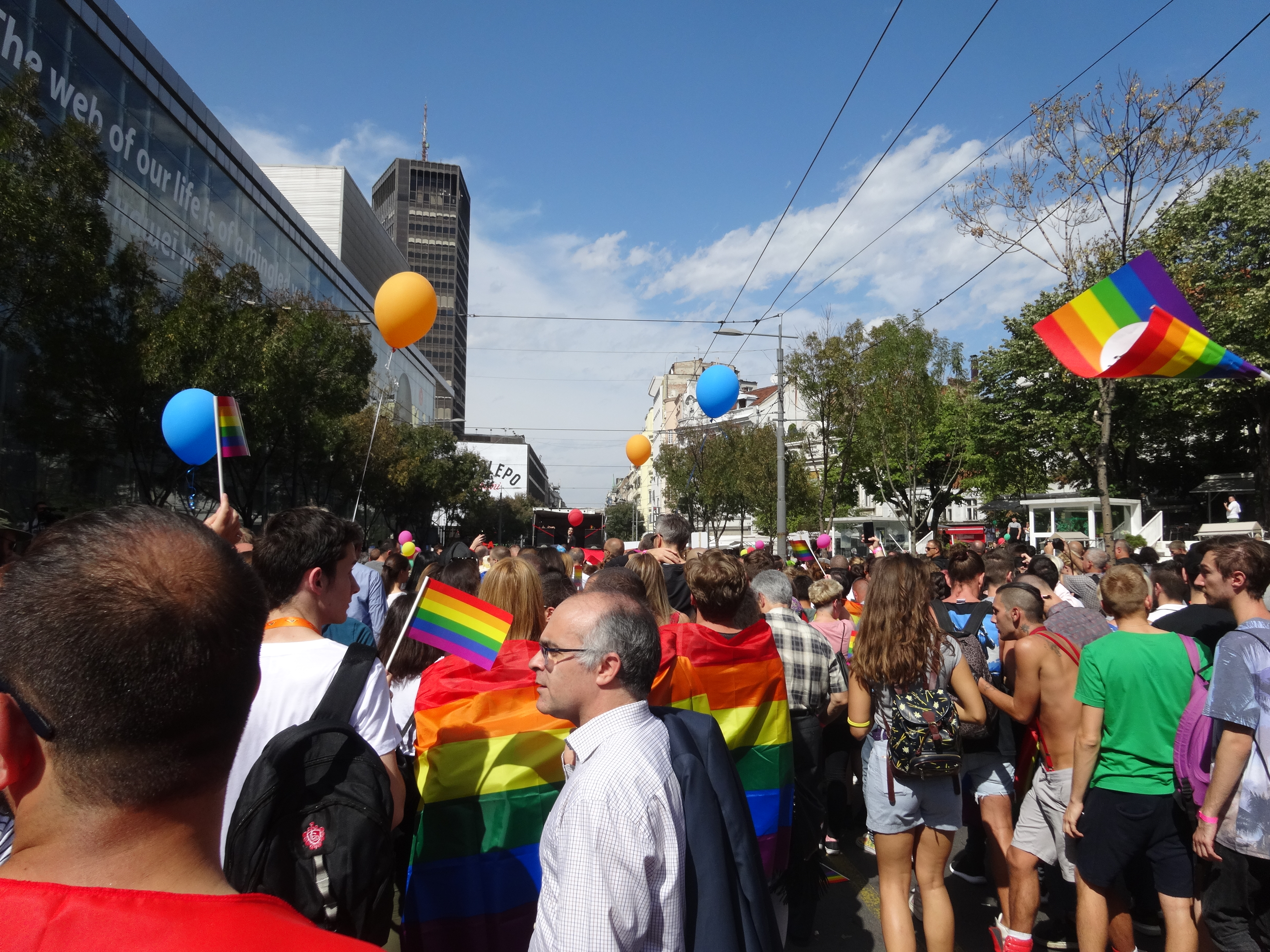
مسيرة فخر المثليين في بلغراد في عام 2017

ما زال يعاني المثليون والمثليات من التمييز والمضايقات في صربيا. يمتلك غالبية الشعب الصربي مواقف قوية ضد المثلية الجنسية. كانت هناك العديد من حالات العنف ضد المثليين المميتة، وهي الأكثر تطرفاً خلال أول مسيرة فخر المثليين في بلغراد عام 2001.
اضطرت العديد من أحداث الفخر بأن يتم إلغاءها. تم إلغاء الاحتفالات بيوم الفخر في بلغراد في عام 2004 (بدأها نشطاء تحالف المثليين والمثليات)، وأخرى في نوفي ساد بدأها إل جي بي تي فويفودينا في عام 2007 إما بسبب فشل التعاون بين النشطاء، أو عدم القدرة على توفير السلامة الكافية ضد العنف بسبب قيود الموارد. كما ألغيت مسيرة فخر بلغراد 2009 لأسباب مماثلة، حيث لم تتمكن الشرطة من ضمان سلامة المشاركين. اقيمت مسيرة فخر بلغراد الثانية في 10 أكتوبر 2010، بمشاركة حوالي ألف شخص. ومع ذلك، قوبلت برد فعل عنيف بلغ ذروته في أعمال شغب بلغراد ضد المثليين حضره 6,000 متظاهر ضد المثليين وأعضاء من جماعات قومية متطرفة.
وكانت الكتب الطبية الرسمية التي تصنف المثلية الجنسية تحت «الانحرافات والامراض الجنسية» متداولة وتستخدم على نطاق واسع. بعد عدة طلبات للقيام بذلك، صرحت الجمعية الطبية الصربية أخيراً بأن المثلية الجنسية ليست مرضاً في رسالة رسمية إلى لابريس في عام 2008. وقد تم إزالة المثلية من القائمة الرسمية للأمراض منذ عام 1997، عندما بدأت صربيا بتطبيق المراجعة العاشرة للتصنيف الدولي للأمراض.
يزداد تعقيد حماية المثليات والمثليين ومزدوجي التوجه الجنسي والمتحولين جنسيا في صربيا بسبب وجود العديد من الجمعيات القومية والنازية الجديدة مثل «أوبراز» (بالسيريلية الصربية: Obraz) و "1389" و «ستورمفرونت» (بالسيريلية الصربية: Stormfront)، والتي تدعمها بعض الأحزاب السياسية اليمينية. وقد قامت هذه الجماعات، في عدة مناسبات، بتهديد مواطني مجتمع المثليين علنًا، رغم أن وسائل الإعلام والشرطة تتفاعل بشكل متزايد لردع مثل هذه التهديدات علنًا.
يتم دعم تطوير حقوق وثقافة المثليين في صربيا من قبل مواقع المثليين مثل GayEcho و Gay-Serbia وأقدم قائمة بريدية وهي Adriatic LGBT Activism mailing list نسخة محفوظة 10 فبراير 2013 at Archive.is في المنطقة.
في نوفمبر 2015، أعرب الرئيس السابق بوريس تاديتش عن دعمه لزواج المثليين وتبني المثليين للأطفال.
في آب/أغسطس 2016، عينت آنا برنابيتش وزيراة للإدارة العامة وحكومات الولايات المحلية، وأصبحت أول وزيرة مثلية علنا في صربيا. في يونيو 2017، عينها الرئيس الصربي ألكسندر فوتشيتش لتكون رئيسة الوزراء. وأدت اليمين الدستورية في 29 يونيو 2017. وتلقى تعيينها انتقادات ومعارضة من جانب كل من الجناحين اليساري واليميني. اتهمت الجماعات اليسارية برنابيتش بأنها دمية في يد الرئيس وأن توجهها الجنسي سيكون بمثابة تغطية لتجاوزات حقوق الإنسان. عارضت مجموعات اليمين ترشيحها بسبب توجهها الجنسي.
في سبتمبر 2017، شاركت رئيسة الوزراء برنابيتش في مسيرة الفخر في بلغراد. في هذا الحدث، قالت برنابيتش:

## الرأي العام
ووفقاً لمفوض حماية المساواة، أظهر البحث الذي أجري في عام 2012 أن 48% من الصرب يعتقدون أن المثلية الجنسية مرض.
ووفقاً لاستطلاع عام 2017 الذي أجرته المؤسسة الدولية للمثليين والمثليات ومزدوجي التوجه الجنسي والمتحولين جنسيا وثنائيي الجنس، وافق 59% من الصرب على أن المثليين والمثليات ومزدوجي التوجه الجنسية ينبغي أن يتمتعوا بنفس الحقوق التي يتمتع بها الأشخاص المغايرون، بينما لم يوافق 24% على ذلك. بالإضافة إلى ذلك، وافق 64% على أنه يجب حمايتهم من التمييز في مكان العمل. في حين قال 21% من الصرب إن الأشخاص الذين يقيمون علاقات جنسية مثلية يجب أن يعاملوا كالمجرمين، في حين أن 55% لا يوافقون على ذلك. أما فيما يتعلق بالأشخاص المتحولين جنسياً، فقد وافق 63% على أنهم يجب أن يتمتعو بالحقوق نفسها، حيث اعتقد 65% أنهم ينبغي حمايتهم من التمييز في العمل، و 51% اعتقدوا أنه ينبغي السماح لهم بتغيير جنسهم القانوني. بالإضافة إلى ذلك، فإن غالبية الصرب يقبلون جارا ينتمي إلى مجتمع المثليين.

## ملخص
| قانونية النشاط الجنسي المثلي                                                             | (قانوني على المستوى الوطني منذ عام 1994؛ فويفودينا أيضا بين عامي 1977- 1990) |
| المساواة في السن القانوني للنشاط الجنسي                                                  | (قانوني منذ عام 2006)                                                        |
| قوانين مكافحة التمييز في التوظيف                                                         | (منذ عام 2005)                                                               |
| قوانين مكافحة التمييز في توفير السلع والخدمات                                            | (منذ عام 2009)                                                               |
| قوانين مكافحة التمييز في الإعلام                                                         | (منذ عام 2002)                                                               |
| قوانين مكافحة التمييز في جميع المجالات الأخرى (تتضمن التمييز غير المباشر، خطاب الكراهية) | (منذ عام 2009)                                                               |
| قوانين جرائم الكراهية تشمل التوجه الجنسي والهوية الجندرية                                | (منذ عام 2012)                                                               |
| زواج المثليين                                                                            | (حظر دستوري منذ عام 2006)                                                    |
| الاعتراف القانوني بالعلاقات المثلية                                                      | No                                                                           |
| السماح للشخص العازب بالتبني بغض النظر عن توجهه الجنسي                                    | Yes                                                                          |
| تبني أحد الشريكين للطفل البيولوجي للشريك الآخر                                           | No                                                                           |
| التبني المشترك للأزواج المثليين                                                          | No                                                                           |
| يسمح للمثليين والمثليات الخدمة علناً في القوات المسلحة                                    | (منذ عام 2005)                                                               |
| الحق بتغيير الجنس القانوني                                                               | Yes                                                                          |
| علاج التحويل محظور على القاصرين                                                          | No                                                                           |
| الحصول على أطفال أنابيب للمثليات                                                         | No                                                                           |
| الأمومة التلقائية للطفل بعد الولادة                                                      | No                                                                           |
| إزالة تصنيف المثلية الجنسية كمرض                                                         | (منذ عام 1997)                                                               |
| إزالة تصنيف التحول الجنسي كمرض                                                           | No                                                                           |
| تأجير الأرحام التجاري للأزواج المثليين من الذكور                                         | (محظور لجميع الأزواج بغض النظر عن التوجه الجنسي)                             |
| السماح للرجال الذين مارسوا الجنس الشرجي بالتبرع بالدم                                    | / (بعد أشهر تأجيلية لمدة 6 واحد من عدم ممارسة الجنس)                         |